# Kind + Jugend
Die Kind + Jugend ist eine Messe für Baby- und Kleinkindausstattung. Sie ist die Weltleitmesse auf ihrem Gebiet. Die Messe findet einmal jährlich im September über einen Zeitraum von vier Tagen statt und richtet sich ausschließlich an Fachpublikum. Während der Messe präsentieren Markenhersteller Angebote an Baby- und Kleinkindausstattung. Das Publikum setzt sich zusammen aus internationalem Großhandel, Top-Einkäufern und Einkaufsverbänden, Händlern aus mittelständischen und kleinen Unternehmen sowie internationaler Fachpresse.

## Geschichte
Gegründet 1960 unter dem Namen „Baby“ und bis in die frühen 70er als Internationale Messe für das Kind weiterentwickelt, hat die Kind + Jugend noch mehr Bedeutung als internationale Messe gewonnen. Der Auslandsanteil der Aussteller liegt heute bei über 85 Prozent, der Anteil der ausländischen Besucher bei über 75 Prozent. Im Jahr 2013 stellten erstmals über 1000 Unternehmen aus 44 Ländern auf der Kind + Jugend aus. Die Messe belegt ca. 110.000 Bruttoquadratmeter der Hallen 4.1, 10 und 11 der Koelnmesse.
Seit 2004 wird zudem zur Würdigung herausragender Innovationen im Zuge der Messe der „Kind+Jugend Innovation Award“ verliehen. Das Eventprogramm der Kind + Jugend bietet darüber hinaus die Verleihung des „Kids Design Awards“ für innovative Produktideen in den Bereichen Kindermöbel, Spielzeug und Accessoires, außerdem einen Designpark sowie ein Vortragsprogramm von Branchenexperten im sogenannten Trendforum.

## Segmente
Die größten Segmente bilden Kinderhartwaren (wie Kinderwagen, Autokindersitze und Kindermöbel), Baby- und Kleinkindspielwaren (wie Puppen, elektronisches Spielzeug und Kinderspielwaren aus Holz) sowie Kinderbekleidung (wie Baby- und Kindermode und Kinderschuhe).

## Zielgruppen
Besonders Hersteller bzw. Dienstleister aus folgenden Produktbereichen sind auf der Kind + Jugend vorzufinden: 
- Baby- und Kleinkindspielzeug
- Gesundheit und Pflege für Mutter und Kind
- Kindergartenbedarf
- Kindermöbel
- Kindersicherheit Indoor & Outdoor
- Kinderspielzeug
- Kinder- und Babytextilien
- Kinderwagen
- Produktsicherheit & Zertifizierungen
- Tragekonstruktionen und Zubehör
- Verlagserzeugnisse und Verbände[1]

## Messekennzahlen
| Jahr | Zeitraum              | Besucher | Aussteller | Ausstellungsfläche in Quadratmetern | Quellen |
| ---- | --------------------- | -------- | ---------- | ----------------------------------- | ------- |
| 2009 | 17. bis 20. September | 18.104   | 777        | 94.200                              | [ 2 ]   |
| 2010 | 16. bis 19. September | 19.873   | 815        | 94.000                              | [ 3 ]   |
| 2011 | 15. bis 18. September | 21.647   | 937        | 94.000                              | [ 4 ]   |
| 2012 | 13. bis 16. September | 21.301   | 937        | 95.300                              | [ 5 ]   |
| 2013 | 11. bis 14. September | 20.474   | 1.009      | 96.000                              | [ 6 ]   |
| 2014 | 11. bis 14. September | 20.173   | 1.001      | 95.700                              | [ 7 ]   |
| 2015 | 10. bis 13. September | 21.277   | 1.101      | 96.500                              | [ 8 ]   |
| 2016 | 15. bis 18. September | 22.000   | 1.187      | 95.700                              | [ 9 ]   |
| 2017 | 14. bis 17. September | 22.270   | 1.209      | 110.000                             | [ 10 ]  |
| 2018 | 20. bis 23. September | 24.812   | 1.212      | 109.400                             | [ 11 ]  |